# Госпожа Метелица (фильм)
«Госпожа Метелица» (нем. Frau Holle) — восточногерманский художественный фильм-сказка студии «DEFA» по мотивам одноимённой сказки братьев Гримм.

## Сюжет
Старая вдова живёт в небольшом городке с двумя дочерьми. Старшая дочь — ленивица, которая только и лежит на кровати, а младшая Мария — работящая и добрая падчерица. Но вдова больше любит ленивую дочь — свою собственную, и всё время корит падчерицу. 
Однажды Мария села прясть у колодца и случайно уронила в него пряжу. Падчерица бежит и рассказывает всё мачехе, на что та отвечает: «Сумела уронить, так сумей и достать!» Бедной Марии приходится прыгать в колодец. Упав в колодец, она попадает в волшебную страну Госпожи Метелицы. Сначала она вытаскивает из печки хле́бы, которые попросили её о помощи, а потом потрясла также просившую о помощи яблоню. Вскоре Мария попадает в дом Госпожи Метелицы, которая предлагает ей остаться  и помогать выполнять обязанности по дому: мыть, стирать, протирать, готовить еду, носить дрова, разводить огонь, кормить голубей, давать молока кошке и взбивать перину, чтобы везде шёл снег. Мария успешно справляется со своими обязанностями. Тогда Госпожа Метелица отпускает её да ещё и одаривает золотом. 
Придя домой, Мария рассказывает о своих приключениях мачехе и ленивой дочери. Мачеха немедленно приказывает ленивой дочери прыгать в колодец, чтобы стать богаче и наряднее Марии. Ленивица тоже попадает в страну Госпожи Метелицы, но не помогает ни хле́бам, ни яблоне. Когда она приходит к Госпоже Метелице, та даёт ей те же обязанности, что и Марие. Но ленивая дочь не справляется с ними, ведёт себя самодовольно и даже грубит Госпоже Метелице. Та отправляет её на все четыре стороны. Ленивица надеется на награду, но Госпожа Метелица обливает её грязью.
В городке мачеха устраивает пир в честь своей дочери надеясь, что она придёт более красивой, чем Мария. Однако когда приходит Ленивица, то начинает обвинять во всём Марию. Мачеха отменяет пир, выгоняет всех приглашённых гостей и музыкантов вон, а сама начинает мыть Ленивицу. Но грязь на ленивой дочери остаётся навсегда.
Мария же вместе с музыкантами и гостями уезжает на лошадях, а с неба идёт снег — подарок Госпожи Метелицы.

## В ролях
- Матильда Данеггер[нем.] — Госпожа Метелица (дублировала Елена Бушуева)
- Карин Уговски — Мария (дублировала Ирина Маликова)
- Катарина Линд[нем.] — Ленивица (дублировала Нина Тобилевич)
- Эльфрида Флорин[нем.] — Мачеха (дублировала  Елена Бушуева)
- Герберт Гредтке[нем.] — Матиас (дублировал Владимир Конкин)
- Руди Пфафф — Ханнес (дублировал Владимир Конкин)
- Юрген Пёршман[нем.] — Клаус (дублировал Владимир Конкин)
- Уве Витт — гость на пиру

## Отличия от книги
В фильме было добавлено много новых персонажей, сцен и диалогов, например:
- Трое братьев — Матиас, Ханнес и Клаус, развозящие дрова на заказ;
- Дети, катающиеся со снежной горки;
- Диалог Марии и Ленивицы в начале фильма, а также приказания мачехи;
- Песня Марии;
- Диалог Ленивицы и мачехи (когда Ленивица хочет прокатиться в санях, а мачеха хочет свозить её на бал);
- Кошка и голуби Госпожи Метелицы;
- Песенка Солнца («Проснитесь, проснитесь!»);
- Пир в честь Ленивицы, а соответственно и музыканты с гостями.